# Urheberrechtsübereinkommen zwischen dem Deutschen Reich und den USA

Text des Übereinkommens

Das Übereinkommen zwischen dem Deutschen Reich und den Vereinigten Staaten von Amerika über den gegenseitigen Schutz der Urheberrechte vom 15. Januar 1892 ist ein völkerrechtlicher Vertrag auf dem Gebiet des Urheberrechts.

## Hintergrund
Das Übereinkommen gehört zu einer Reihe von bilateralen Verträgen, die die Vereinigten Staaten ab 1891 vornehmlich mit europäischen und lateinamerikanischen Staaten abschlossen, um die Urheberrechte von US-Bürgern im Ausland zu schützen. Es gilt unverändert fort und entfaltet in einem Punkt noch heute Wirkung.

## Bedeutung
Die eigenständige Bedeutung des Übereinkommens ergibt sich daraus, dass das US-amerikanische Urheberrecht für vor 1978 geschaffene Werke eine Schutzdauer von maximal 95 Jahren ab Veröffentlichung des Werks vorsieht, während die Schutzdauer im deutschen Urheberrecht 70 Jahre nach dem Tod des Urhebers beträgt. Um das Problem dieser unterschiedlichen Fristen zu lösen, sieht Art. 7 Abs. 8 der Berner Übereinkunft den Grundsatz des Schutzfristenvergleichs vor, nach welchem ein Ablauf des urheberrechtlichen Schutzes im Herkunftsland auch in Staaten mit einer eigentlich längeren Schutzdauer Wirkung entfaltet. Die Berner Übereinkunft gestattet Staaten jedoch, von diesem Prinzip abzuweichen.
Die in Art. 1 des Übereinkommens vorgesehene Inländerbehandlung führt nun dazu, dass das deutsche Recht bei Werken US-amerikanischer Urheber die Schutzdauer ohne Berücksichtigung des Schutzfristenvergleichs eigenständig berechnet (vgl. § 121 Abs. 4 S. 1 Urheberrechtsgesetz). Das hat zur Folge, dass ein von einem US-Bürger geschaffenes Werk innerhalb Deutschlands urheberrechtlich geschützt bleibt, auch wenn die Rechte dieses Urhebers in den USA bereits abgelaufen sind, bis 70 Jahre nach seinem Tod (§ 64 UrhG).
Der bekannteste Nutznießer dieser Regelung ist die Walt Disney Company, die auf diese Weise in Deutschland urheberrechtlichen Schutz für die frühen Werke Walt Disneys und seiner Miturheber beanspruchen kann, nachdem dieser in den USA bereits abgelaufen ist. So lief zum Beispiel der Schutz des Kurzfilms Steamboat Willie in den USA 2023 aus, gilt aber in Deutschland noch bis 2041 fort.
Wie der Bundesgerichtshof in einem Urteil betreffend das Urheberrecht an dem Buch Tarzan bei den Affen von Edgar Rice Burroughs aus dem Jahr 1912 bestätigte, gilt dies jedoch nur für Werke, die am 16. September 1955 in den USA noch geschützt waren, weil erst zu diesem Zeitpunkt das Welturheberrechtsabkommen (das keine Öffnungsklausel für nationale Ausnahmen vom Schutzfristenvergleich enthielt) in Deutschland durch die Berner Übereinkunft abgelöst wurde.
Das Recht der Europäischen Union lässt eine solche mitgliedsstaatliche Regelung in Art. 7 Abs. 3 der Schutzdauer-Richtlinie ebenfalls zu.